# Milli-Q
La Milli-Q è un'acqua che è stata purificata e deionizzata ad un alto livello da un sistema di purificazione realizzato dalla Millipore Corporation (della quale è anche un marchio registrato).
Il sistema di purificazione usa filtri a resine e deionizzazione, e monitora la concentrazione degli ioni misurando la resistenza elettrica dell'acqua. La maggior parte dei sistemi Milli-Q distribuisce l'acqua attraverso filtri a membrana da 0.22 µm.
Questo sistema è in grado di fornire acque pure abbastanza da avere riproducibilità e accuratezze nell'ordine dei ppm usando spettrometri di massa in geochimica analitica. Altri utilizzi di questo sistema sono nel campo della microbiologia  e negli studi sull'atmosfera terrestre.